# Afakie

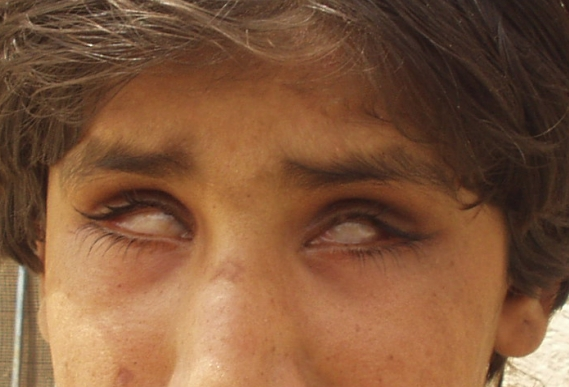
Congenitale primaire afakie

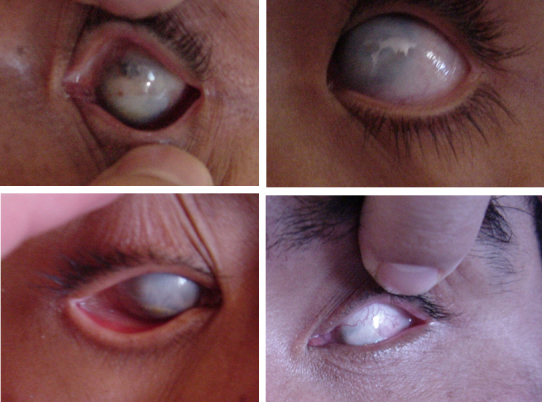
Sclerocornea, afakie en microftalmie

Afakie betekent het ontbreken van de ooglens. Het wordt meestal veroorzaakt door een staaroperatie en minder vaak door oogletsel. Ook kan afakie een aangeboren afwijking zijn, die echter weinig voorkomt. Mensen met afakie hebben relatief kleine pupillen en hun pupillen verwijden zich in mindere mate. In sommige gevallen kan afakie leiden tot anisometropie door een aanzienlijke lichtbrekingsfout in het afakie oog. Iemand die een afakie heeft wordt een afaak genoemd.
Afakie wordt tegenwoordig zelden meer aangetroffen, omdat nadat de natuurlijke lens is verwijderd, deze meestal wordt vervangen door een intraoculaire lens. Deze aandoening wordt pseudofakie genoemd.
Het resultaat van afakie is, naast een verdiepte voorkamer, een onstabiele iris en een reflexloze, zwarte pupil, een bijzondere vorm van verziendheid. Hier ligt het brandpunt van de invallende lichtstralen ver achter het vlak van het netvlies, omdat de lens, een essentieel brekingsmedium van het oog, ontbreekt. Nauwkeurige aanpassing van het oog door accommodatie is niet langer mogelijk. In de regel vindt de correctie plaats in de vorm van een geïmplanteerde intraoculaire lens. In sommige gevallen kunnen contactlenzen worden gebruikt om het gezichtsvermogen te corrigeren.
De menselijke lens absorbeert het grootste deel van het licht met een golflengte van 300-400 nm (kortere golflengten worden geblokkeerd door het hoornvlies). Om deze reden kunnen mensen geen ultraviolet zien. Netvlies fotoreceptoren zijn echter gevoelig voor 300-400 nm, dus mensen zonder lens nemen het waar als blauw of witachtig violet, waarschijnlijk omdat alle drie de soorten kegeltjes ongeveer even gevoelig zijn voor ultraviolet, maar blauw iets meer. Dit zou de verandering in kleuren kunnen verklaren die de impressionist Monet gebruikte na een staaroperatie in 1923.
Er komen zeer zelden twee aangeboren vormen voor:
- Congenitale primaire afakie met mutaties in het FOXE3-gen op chromosoom 1 1p33[4]
- Congenitale afakie - irishypoplasie - microftalmie - microcornea-syndroom[5]

## Exyrene link
- Informatie over afakie